# Liopropoma japonicum
Liopropoma japonicum là một loài cá biển thuộc chi Liopropoma trong họ Cá mú. Loài này được mô tả lần đầu tiên vào năm 1883.

## Phân bố và môi trường sống
L. japonicum có phạm vi phân bố ở Tây Bắc và Bắc Thái Bình Dương. Loài cá này được tìm thấy ở vùng biển thuộc quần đảo Ogasawara và quần đảo Ryukyu, cũng như vùng biển ngoài khơi miền nam Nhật Bản; trải dài qua bờ biển phía đông và nam bán đảo Triều Tiên; trải rộng xuống đảo Đài Loan ở phía nam. L. japonicum sống ở vùng nước tương đối sâu, độ sâu khoảng từ 40 đến 180 m.

## Mô tả
Chiều dài cơ thể tối đa được ghi nhận ở L. japonicum là 18,8 cm.